# Герман (апологет поморской общины)
Герман (1710—1778) — саратовский монах, плодовитый апологет поморской общины.

## Биография
Герман родился в 1710 году; подробных биографических сведений о нём практически не осталось. С уверенностью можно утверждать только то, что почти вся жизнь его прошла в пределах Саратовского края. Герман пользовался большим авторитетом у поморцев как человек вообще, так еще более как писатель. Павел Любопытный говорит о нем, что он был муж «благой души, исполненный незлобия, чистоты сердечной, кротости и простодушия». В этом отзыве есть несомненное преувеличение, так как трудно допустить незлобие и кротость в человеке, который главной своей целью ставил борьбу с «Никоновыми лжемудриями». Тем не менее несомненно, что его нравственные качества были известны далеко за пределами Саратовского края; о нем хорошо знали в Москве и в других центрах поморства.
Герману пришлось жить и действовать в то время, когда в старообрядческих толках оживленно дебатировался вопрос о молении за царя. Вот почему его литературная деятельность была тесно связана именно с этим вопросом. В защиту поморской точки зрения по этому вопросу Германом написаны следующие сочинения:
1. Показание о богомолии за внешних владык мира о их благоденствии и победе врагов, писанное против заблуждения Феодосианцев и Филипповых;
2. Апология, основанная на чудесах, что по долгу христианства и началам разума должно непременно молить Бога за внешних владык мира, о их благоденствии и всяком их благе;
3. Вторая апология, собранная им буквально из откровения и церковных историй, что именовать внешних свойственными именами православных не есть противно Богу и духу Христовой церкви, употребленных там по разным причинам. Предметы мира именуются не по бытию какой-либо части, в состав того по случаю входящей, но по свойству предмета, всегда существующему и не изменяющемуся в целом или неделимом;
4. Показание, что владыкам мира, не разбирая их веры, по гласу Христову и его церкви, непременно должно воздавать им законную дань и достойную честь каждому званию оных;
5. Десять посланий в разные места пастырям душ, благочестивым мужам о назидании церкви, её благоустройстве и защите от мира[1].

Будучи проповедником высоких нравственных начал, он естественно интересовался вопросами и этой области. От него осталось сочинение, под названием «Краткое и ясное наставление своей пастве о нравственности, выбранное от святых отец». Герман написал еще несколько небольших сочинений, «но невежество их утратило», как выражается Павел Любопытный.
Герман окончил свою жизнь в Соловках, куда он был сослан за пропаганду раскола; здесь  в 1778 году он и умер, примирившись с православной церковью.